# Stéphane Lerouge
Pour les articles homonymes, voir Lerouge.
 (septembre 2018).
 (novembre 2016).
Stéphane Lerouge est le concepteur de la collection discographique de bandes originales de films Écoutez le cinéma ! chez Universal Music France. 

## Biographie
Stéphane Lerouge est chargé de cours à l'université Panthéon-Sorbonne de 1992 à 2005. Il apparaît dans plusieurs documentaires de la série In the tracks of...[réf. nécessaire].
Il co-réalise en 2002 le documentaire La Folle heure des grandis et réalise en 2005 Mister Lautner et Docteur Sarde.
En 2008, il conçoit avec Bruno Fontaine le concert consacré aux musiques des films d'Alain Resnais, avec l'Orchestre des Pays de la Loire, pour célébrer les vingt ans du Festival Premiers Plans d'Angers.
Il collabore en 2016 avec Bertrand Tavernier sur la partie musicale (version cinéma et télévision) du documentaire Voyage à travers le cinéma français.

## Disques
Stéphane Lerouge travaille également pour les labels Play Time (FGL Productions), Frémeaux & Associés, Tricatel ou Quartet Records[réf. nécessaire].

## Festivals
Stéphane Lerouge est le programmateur musical du Festival International Musique & Cinéma d’Auxerre (2000-2008), animateur et concepteur de nombreuses rencontres et conférences autour de la musique à l’écran (Festival de Cannes, Cinémathèque Française, Festival Lumière, Forum des Images, Festival de La Rochelle, Festival Audi des Musiques à l'Image).
Depuis la création en 2014 du Festival Cinéma et Musique de Film de La Baule, il en est le conseiller artistique.
En octobre 2018, il obtient le prix Raymond Chirat du Festival Lumière.

## Publications
- 2018 : J'ai le regret de vous dire oui, livre de souvenirs de Michel Legrand, co-écrit avec le compositeur, Fayard
- 2013 : Rien n'est grave dans les aigus, livre de souvenirs de Michel Legrand, co-écrit avec le compositeur, Le Cherche-Midi Editeur
- 2007 : Conversations avec Antoine Duhamel, éditions Textuel
- 2002 : 100 compositeurs de bandes originales de films, avec Sophie Loubière et Alain Pierron, éditions MBC
- 2000 : L'Alphabet des musiques de films (vingt musiques de films pour rêver avec le septième art), éditions Gallimard Jeunesse, inclus un CD